# Terugwerkende kracht
Terugwerkende kracht is een begrip uit het recht (ex tunc) en het algemeen spraakgebruik. In het recht betekent het dat een beslissing, oordeel of wet niet zoals gebruikelijk geldt vanaf het moment van de handeling of uitvaardiging, maar al op een eerdere datum rechtswerking heeft.

## Wetgeving
Wetten gelden in de regel nadat ze zijn afgekondigd, de jurist noemt dat ex nunc, vanaf nu (artikel 4 Wet Algemene bepalingen). Hierdoor wordt de wet alleen toegepast op die gevallen die zich voordoen na de datum dat een wet officieel is gepubliceerd en iedereen er kennis van kan nemen. Bij hoge uitzondering kan de wetgever bepalen dat een wet al geldt vóór de datum van uitvaardiging, met bepaling van de vroegere datum, de jurist noemt dat ex tunc, vanaf toen. Regels uit een wet met terugwerkende kracht kunnen ook betrekking hebben op situaties vóór het uitvaardigen van de nieuwe wet. Met het oog op de rechtszekerheid wordt dit niet vaak gedaan. Voor wetten met strafbaarstellingen is terugwerkende kracht uitdrukkelijk verboden in de Grondwet en bij internationale verdragen. Dat noemt men het legaliteitsbeginsel.

## Rechtshandelingen
Een voorbeeld van een rechtshandeling met terugwerkende kracht kent het Nederlands erfrecht. De rechten en plichten aan de nalatenschap van de erflater gaan volgens de regels van erfopvolging direct bij overlijden over van erflater op de erfgenamen. De erfenis kan door hen worden aanvaard of verworpen, de erfkeuze heeft terugwerkende kracht tot de datum overlijden.
Een ander voorbeeld is een beroep op de vernietigbaarheid van een rechtshandeling. Een vernietigbare rechtshandeling roept geldig rechtsgevolgen op zolang deze niet vernietigd is. Wordt een vordering tot vernietiging door de rechter toegewezen heeft de vernietiging terugwerkende kracht.

## Rechterlijke toetsing ex nunc of ex tunc
Bij rechtszaken worden de feiten vaak beoordeeld naar de situatie zoals deze was bij start van de zaak. Het is echter ook mogelijk dat de rechter een oordeel moet geven over het feitencomplex en de geldende regels zoals deze bestaan op de dag dat de rechter een beslissing neemt. Volgens vaste rechtspraak van de hoogste bestuursrechter, de Afdeling bestuursrechtspraak van de Raad van State, moet bij het nemen van een beslissing op bezwaar door een bestuursorgaan het recht worden toegepast zoals dat op dat moment geldt (toetsing ex nunc). Onder bijzondere omstandigheden is daarop een uitzondering mogelijk.